# 炒蛮
炒蛮（?—?），兀良哈氏，明代漠南蒙古朵颜卫领主。先祖是成吉思汗的四獒者勒蔑，朵颜卫都督花当孙，哈哈赤长子。一说为花当重孙，伯颜帖忽思次子。
明朝封他为都指挥佥事，居住在古北口塞外，每年接受明朝的赏赐。因为受到长昂压制，起初炒蛮倚重明朝。他和明朝时战时和。隆庆六年（1572年），炒蛮与脑毛大、董狐狸率军攻打明朝边境。万历四年（1576年），进入长城杀害掳掠边民二十余人，设伏击败明军追兵，朝廷革除给他的岁赏。同年，向明朝交还所掠人口，请求恢复抚赏，最终获准入贡。万历七年（1579），他和大嬖只、小阿卜户率兵攻打古北口以东，回军时被明军截杀，伤亡二百余人，被俘十五人，再次被停止贡赏。同年，遣使明朝，以犬血为誓，请求恢复岁赏，归还被俘人口，明朝同意。